# هالووین (فیلم ۱۹۷۸)
هالووین (به انگلیسی: Halloween) فیلمی ترسناک و اسلشر محصول ۱۹۷۸ ایالات متحدهٔ آمریکا است. این فیلم به کارگردانی جان کارپنتر، کارگردان شناخته‌شده در ژانر وحشت و علمی-تخیلی، ساخته شده‌است. افزون بر کارگردانی، نویسندگی و آهنگ‌سازیِ فیلم نیز بر عهده کارپنتر بوده است.
هالووین به یکی از پرفروش‌ترین و سودآورترین فیلم‌های مستقل تاریخ تبدیل شد. داستان فیلم دربارهٔ قاتلی روانی به نام مایکل مایرز است که قصد کشتن قهرمان داستان، لوری استرود را دارد.این فیلم به عنوان برترین قسمت فرانچاز هالووین شناخته می‌شود.

## بازسازی
این فیلم در سال ۲۰۰۷ توسط راب زامبی با همین نام بازسازی شده‌است. و بعد از آن در سال ۲۰۱۸ نسخه بازسازی شده دیگری از این فیلم به کارگردانی دیوید گوردون گرین ساخته شد.این فیلم در مجموع ۲ بار باز سازی شده است و هالووین ۲۰۱۸ که بازسازی دوم این فیلم بود پرفروش‌ترین و پرسود ترین قسمت فرانچایز هالووین تبدیل شد.

## خلاصه داستان
سال ۱۹۶۳، در شب جشن هالووین پلیس دختری ۱۷ ساله بنام «جودیت مایرز» را میابد که تا حد مرگ توسط برادر ۶ ساله‌اش، «مایکل مایرز» با چاقو ضربه خورده است. اکنون بعد از ۱۵ سال، درست چند روز قبل از جشن هالووین، مایکل از زندان می گریزد و ...